# Jewdokija Petrowna Rostoptschina

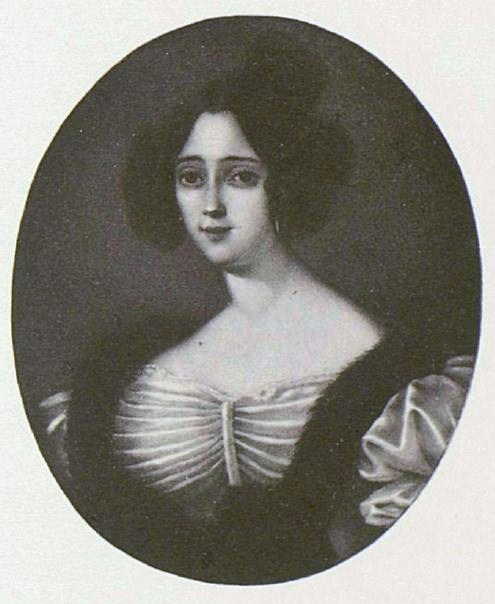
Pierre Edmond Martin:
Jewdokija Rostoptschina

Gräfin Jewdokija Petrowna Rostoptschina, geborene Suschkowa, auch Dodo genannt (russisch Евдокия Петровна Ростопчина, wiss. Transliteration Evdokija Petrovna Rostopčina; * 23. Dezember 1811jul. / 4. Januar 1812greg. in Moskau; † 3. Dezemberjul. / 15. Dezember 1858greg. ebenda), war eine russische Übersetzerin, Dramaturgin, Schriftstellerin und Lyrikerin.
Anno 2012 hat Michail Kasowski Episoden aus dem Leben der Gräfin in dem historischen Roman Lermontow und seine Frauen verwendet.

## Leben
Jewdokija, die Tochter des höheren Beamten Pjotr Wassiljewitsch Suschkow (1783–1855) und seiner Ehefrau Darja Iwanowna Paschkowa (1790–1817), wuchs – des allzu frühzeitigen Todes der Mutter wegen – bei sehr wohlhabenden Verwandten auf. Jewdokija las viel und lernte Deutsch, Französisch, Italienisch sowie Englisch.
Pjotr Wjasemski brachte 1831 das Gedicht Talisman – Jewdokijas Debüt aus dem Jahr 1830 – in dem literarischen Almanach Sewernyje zwety (Nördliche Blüten) heraus. Die Autorin signierte mit D-a. Im Mai 1833 entfloh Jewdokija der lästigen Bevormundung durch die erzieherisch überaktiven Verwandten und heiratete den jungen, reichen Andrei Fjodorowitsch Rostoptschin (1813–1892), Sohn des Fjodor Wassiljewitsch Rostoptschin. Es folgte Jewdokijas nächste Flucht; diesmal vor dem groben, zynischen Gatten: In ihrem Moskauer Salon an der Lubjanka-Straße pflegte sie den Umgang mit weniger ungehobelten Zeitgenossen. Gelegentlich unternahm sie längere Auslandsreisen.
1836 übersiedelte die Familie nach Sankt Petersburg. Jewdokija unterzeichnete ihre Veröffentlichungen dort zunächst mit R-a und endlich mit ihrem Klarnamen. Sie ging nun bei Lermontow, Puschkin und Schukowski in die Lehre. Ihre Gedichte widmete sie Ogarjow, Lew Mei und Tjuttschew. In ihrem Sankt Petersburger Salon verkehrten unter anderen Gogol, Iwan Mjatlew, Pjotr Pletnjow und Graf Odojewski.
In den Jahren 1833 bis 1842 verbrachte das Ehepaar Rostoptschin die warme Jahreszeit immer wieder auf seinem Landgut in dem Dorf Anna im Gouvernement Woronesch. Dort wurden in den Jahren 1837 bis 1839 die Töchter Olga und Lidija sowie der Sohn Wiktor geboren. 1840 blieb die Dichterin sogar das ganze Jahr über auf dem Dorfe und bekam Muße für poetische Produktion zum Thema unerfüllte Liebe. Im Gegensatz zu den Gedichten hatten ihre Prosa und Komödien beim Leser und der Kritik weniger Erfolg; blieben teilweise unbeachtet.
Zusammen mit Graf Odojewski gründete Jewdokija Rostoptschina einen Wohltätigkeitsverein. In ihrer Ballade Die Zwangsheirat wandte sie sich 1845 gegen die Haltung Russlands zu Polen. Die Reaktion des Zaren blieb nicht aus. Als Jewdokija Rostoptschina 1847 von einer Auslandsreise heimkehrte, verbot ihr der Herrscher die Einreise in seine Hauptstadt Sankt Petersburg. Notgedrungen kam die aufmüpfig-freiheitsliebende Balladendichterin bei der gestrengen Schwiegermutter in Moskau unter und musste deren Glaubenseifer ertragen. Zwar erlahmte in solchem Umfeld ihre Kreativität, versiegte aber nicht. Jewdokija Rostoptschina verfasste Theaterstücke, dichtete weiter und übersetzte.
Von ihrem Publikum beinahe vergessen, erlag Jewdokija Rostoptschina in ihrem Geburtsort nach zweijähriger Erkrankung einem Magenkrebsleiden und wurde auf dem Moskauer Friedhof Pjatnizkoje beerdigt.

## Werk (Auswahl)

### Lyrik
- 1847: Der unbekannte Roman (Неизвестный роман) 19 Gedichte
- 1849: Die Menschenscheue (Нелюдимка) Drama in Versen; Die Menschenfeindin, gesammelte Dichtungen (eine Auswahl von Gedichten und Anmerkungen), herausgegeben, übertragen und mit einem Nachwort von Alexander Nitzberg, Wien : Klever Literatur, [2019], Deutsch, Russisch, ISBN 978-3-903110-45-8
- 1856: Tschazkis Rückkehr nach Moskau (Возврат Чацкого в Москву...) Gespräch in Versen
- 1856: Gedichte (Стихотворения) 48 Gedichte aus den Jahren 1830–1856

### Prosa
- 1838: Der Zweikampf (Поединок) Erzählung
- 1838: Die Beamten und das Kapital (Чины и деньги) Erzählung
- 1851: Die glückliche Frau (Счастливая женщина) Roman
- 1854: Palazzo Forlì (Палаццо Форли) Erzählung

### Briefe
- 1839–1858: an Graf Odojewski (russisch)
- 1851–1856: an Alexander Ostrowski (russisch)

## Anmerkung
1. ↑  In einem Gedicht erinnert sich Lermontow An die Gräfin Rostoptschina (Lermontow, Bd. 1, S. 189, Übersetzerin: Annemarie Bostroem).